# Bazu Worku
Bazu Worku, né le 15 septembre 1990, est un athlète éthiopien, spécialiste des courses de fond.

## Biographie
Il dispute ses premières courses internationales en 2008 à l'âge de dix-sept ans, se classant notamment 3e du Marathon d'Istanbul, et établissant le temps de 1 h 2 min 51 s lors du semi-marathon de New Delhi. 
Vainqueur du semi-marathon de Paris, en mars 2009, en portant son record personnel à 1 h 1 min 56 s, il participe en avril 2009 au Marathon de Paris, disputant à cette occasion la première course de sa carrière sur cette distance. Il se classe deuxième de l'épreuve, derrière le Kényan Vincent Kipruto, mais établit en 2 h 6 min 15 s la meilleure performance mondiale de tous les temps pour un athlète âgé de dix-huit ans.
En 2010, il porte sa meilleure marque personnelle à 2 h 5 min 25 s en se classant troisième du Marathon de Berlin. Il participe aux championnats du monde 2011, à Daegu, où il est contraint à l'abandon.

### Records
| Épreuve       | Performance    | Lieu   | Date              |
| ------------- | -------------- | ------ | ----------------- |
| Semi-marathon | 1 h 1 min 56 s | Paris  | 8 mars 2009       |
| Marathon      | 2 h 5 min 25 s | Berlin | 26 septembre 2010 |